# Lithocarpus chrysocomus
Lithocarpus chrysocomus Chun & Tsiang – gatunek roślin z rodziny bukowatych (Fagaceae Dumort.). Występuje naturalnie w Chinach – w prowincjach Guangdong (na północy) i Hunan (w części południowej), w także w regionie autonomicznym Kuangsi (na północnym wschodzie). 

## Morfologia
PokrójZimozielone drzewo dorastające do 20 m wysokości.
LiścieBlaszka liściowa jest skórzasta, owłosiona od spodu i ma kształt od lancetowatego do owalnego lub podłużnego. Mierzy 8–15 cm długości oraz 2,5–5,5 cm szerokości, jest całobrzega, ma klinową nasadę i ostry lub spiczasty wierzchołek. Ogonek liściowy jest nagi i ma 10–20 mm długości.
OwoceOrzechy o niemal kulistym kształcie, dorastają do 17–18 mm długości i 12–20 mm średnicy. Osadzone są pojedynczo w niemal kulistych miseczkach, które mierzą 20–25 mm średnicy. Orzechy otulone są miseczkami do 60–80% ich długości.

## Biologia i ekologia
Rośnie w wiecznie zielonych lasach. Występuje na wysokości od 600 do 1400 m n.p.m. Kwitnie w październiku, natomiast owoce dojrzewają w listopadzie.